# Plicatoperipatus jamaicensis
Plicatoperipatus jamaicensis är en klomaskart som först beskrevs av Grabham och Cockerell 1892.  Plicatoperipatus jamaicensis ingår i släktet Plicatoperipatus och familjen Peripatidae. IUCN kategoriserar arten globalt som nära hotad. Inga underarter finns listade i Catalogue of Life.